# Dziewięcioogoniasty lis

Ilustracja dziewięcioogoniastego lisa z chińskiej encyklopedii Kompletny zbiór ilustracji i książek od starożytności do współczesności

Dziewięcioogoniasty lis – istota wywodząca się z mitologii chińskiej. Wiara w dziewięcioogoniaste lisy trafiła także do Korei, Japonii i Wietnamu.

## Mitologia

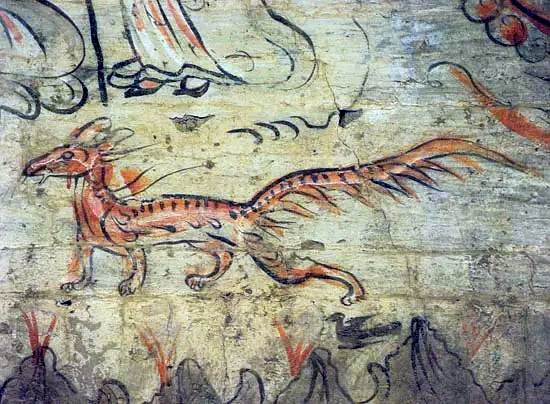
Malowidło dziewięcioogoniastego lisa z prowincji Gansu

Pierwszym źródłem wspominającym o dziewięcioogniastych lisach jest Księga gór i mórz, która powstała w okresie walczących królestw i za zachodniej dynastii Han. Miały one zamieszkiwać Koreę, wydawać dźwięki podobne do dziecka i pożerać ludzi, a ktokolwiek zjadłby ich mięso, byłby odporny na trucizny stworzone na bazie jadu. Według komentarza Guo Pu do czternastego rozdziału księgi dziewięcioogoniasty lis jest dobrze wróżącym znakiem widywanym w czasach pokoju. Według mitu Yu ujrzał białego, dziewięcioogoniastego lisa i uznał to za szczęśliwą przepowiednię, że poślubi Nüjiao. W ikonografii Hanów dziewięcioogoniasty lis często stoi na górze Kunlun lub w towarzystwie Królowej Matki Zachodu wyobrażonej jako bogini nieśmiertelności. Według Rozpraw w sali białego tygrysa Ban Gu dziewięcioogoniasty lis symbolizuje mnogie potomstwo. Guo Pu twierdzi, że gdy lis osiągnie wiek piętnastu lat, może przemienić się w kobietę. Po stu latach staje się piękną kobietą, medium lub dorosłym mężczyzną gotowym do obcowania z kobietami. Wie, co się dzieje w promieniu ponad tysiąca mil. Może zatruwać mężczyzn czarami, opętywać ich i plątać im w umysłach, wymazując wspomnienia i wiedzę. Kiedy lis skończy tysięczny rok życia, wstępuje do nieba i staje się niebiańskim lisem.

## W kulturze masowej

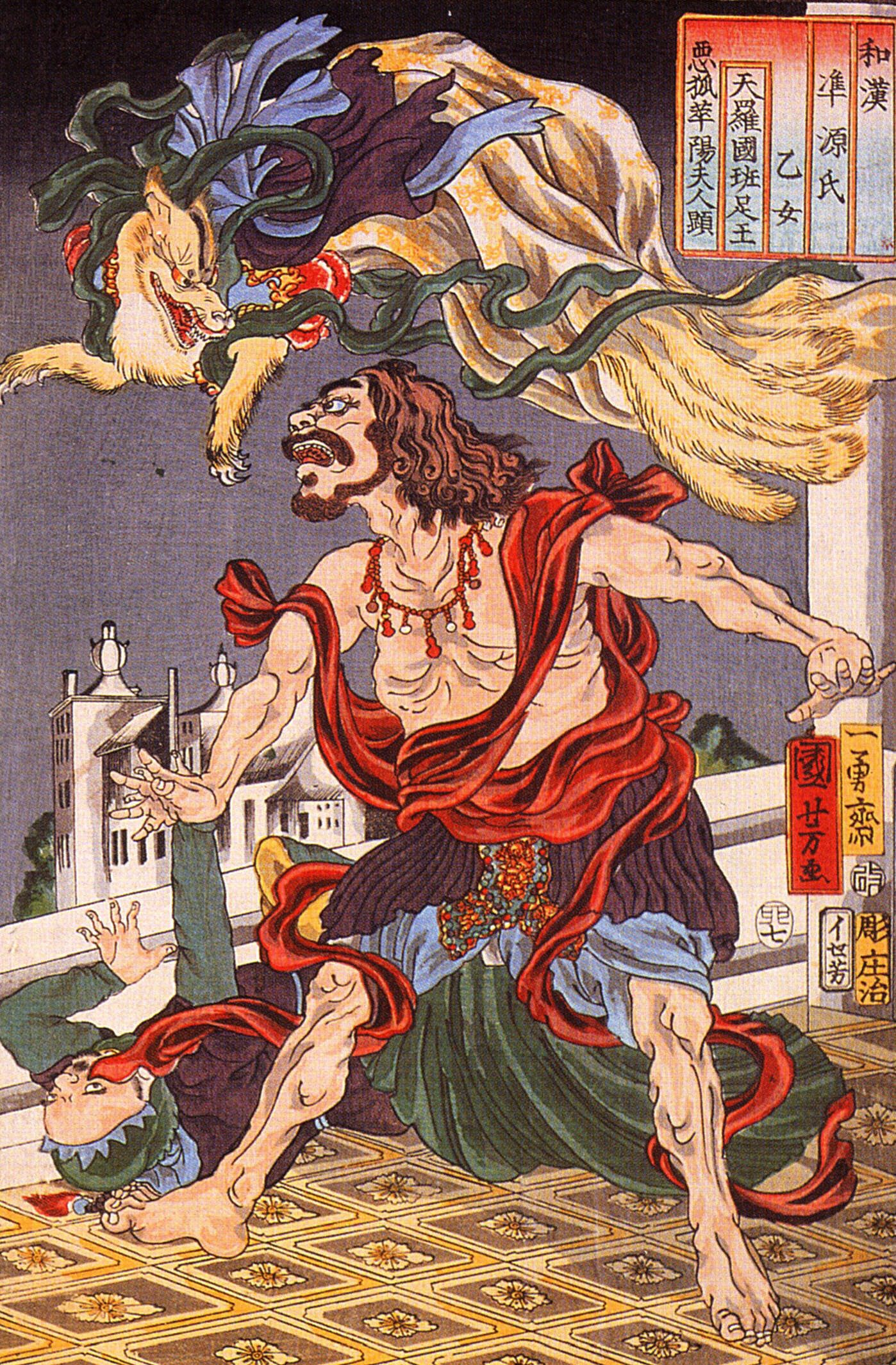
Książę Hanzoku terroryzowany przez dziewięcioogoniastego lisa, drzeworyt autorstwa Kuniyoshiego Utagawy

Dziewięcioogoniaste lisy często pojawiają się we wschodnioazjatyckich dziełach kultury masowej.

### Gry komputerowe
- Ninetales w serii Pokémon (1996)
- Dziewięcioogoniasty lis w Metin2 (2005)
- Jeden z głównych antagonistów gry Ōkami (2006)
- Ahri w League of Legends (2009)
- Różne odmiany dziewięcioogoniastego lisa w Yo-kai Watch (2013)
- Dai Ji w Smite (2017)
- Yae Miko w Genshin Impact (2020)

### Literatura i komiksy
- Kurama w Archiwum duchów (1990)
- Kurama w Naruto (1999)
- Dziewięcioogoniasty lis w Ao no Exorcist (2009)
- Dziewięcioogoniasty strażnik w God of High School (2011)
- Lico w Machikado mazoku (2014)
- Wiele postaci w Húyāo xiǎo hóngniáng (2015)
- Shuos Jedao w Machineries of Empire(inne języki) (2016)
- Senko w Sewayaki kitsune no Senko-san (2017)
- Pies-piesowoc, model dziewięcioogniastego lisa w One Piece (2018)
- Dziewięcioogoniasty lis w Żelaznej wdowie (2021)

### Filmy
- Hua pi (2008) i Hua pi 2(inne języki) (2012)
- Qiàn nǚ yōu hún(inne języki) (2011)
- 3D fēng shén bǎng (2016)
- Sān shēng sān shì shí lǐ táo guā (2017)
- Èr dài yāo jīng zhī jīn shēng yǒu xìng (2017)
- Luó xiǎohēi zhànjì dà diànyǐng (2019)
- Jiāng Zǐyá(inne języki) (2020)
- Chì hú shūshēng (2020)
- Shang-Chi i legenda dziesięciu pierścieni (2021)
- Eomma (2022)

### Seriale
- Kyubimon w Digimon Tamers (2001)
- Legenda Nezha (2003)
- Liáozhāi zhìyì(inne języki) (2005)
- Fēngshén bǎng zhī fèng míng qíshān (2007)
- Fēngshén bǎng zhī wǔwáng fá zhòu (2009)
- Nae yeojachinguneun gumiho(inne języki) (2010)
- Księga rodziny Gu (2013)
- Fēngshén yīngxióngbǎng (2014)
- Qīngqiūhú chuánshuō (2016)
- Píng lǐ hú (2016)
- Sānshēng sānshì shílǐ táohuā (2017)
- Jié ài – qiānsuì dàrén de chūliàn (2017)
- Guì zhōng měi rén (2018)
- Fēngshényǎnyì (2019)
- Love, Death & Robots(inne języki) (2019)
- Báihú de rénshēng (2019)
- Sānshēng sānshì zhěnshàng shū (2020)
- Kraina Lovecrafta (2020)
- Gumihodyeon (2020)
- Gan tteoreojineun donggeo (2021)
- Kamen Rider Geats (2022)
- Sonic Prime(inne języki) (2022)
- Wojownicy Jednorożca (2023)
- Myszka Miki: Frajdomek (2023)
- Jentry Chau kontra potwory (2024)